# Мубарек (Шакай) Ґерай
Шакай Мубарек Ґерай (крим. Şaqay Mubarek Geray, شاقاى مبارك كراى‎; помер у 1593 році) — нуреддин (1584—1588), син кримського хана Девлет I Ґерая (1551—1577), молодший брат кримських ханів Мехмеда II Ґерая (1577—1584) і Ісляма II Ґерая (1584—1588).

## Біографія
Ханзаде шакай Мубарек Ґерай брав участь в численних військових походах свого батька на Московське царство і Велике князівство Литовське.
У 1578 році царевич Мубарек Ґерай разом зі своїми братами ханзаде Аділєм і ханзаде Гази очолив похід в Закавказзі, де на боці Османської імперії брав участь у військових діях проти Сефевідів. Кавказький похід завершився розгромом татарського війська і полоном калгі Аділя Ґерая.
У протистоянні своїх старших братів, кримського хана Мехмеда Ґерая і калги Алпа Ґерая, Мубарек Ґерай займав сторону останнього. У 1584 році турецький султан Мурада III скинув кримського хана Мехмеда Ґерая і проголосив новим ханом його молодшого брата Ісляма II Ґерая (1584—1588). Іслям Ґерай з турецьким військом висадився в Кафе. Мехмед Ґерай відмовився коритися султанському указу, зібрав кримськотатарське військо і блокував Кафу. На сторону Ісляма Ґерая перекинулися його брати Алп Ґерай, шакай Мубарек Ґерай і Селямет Ґерай. Мехмед Ґерай, позбувшись підтримки війська, яке перейшло на бік Ісляма Ґерая, спробував втекти з Криму в Ногайську орду, але в околицях Перекопу був наздогнаний і убитий своїм братом, Алпом Ґераєм.
Новий кримський хан Іслям Ґерай (1584—1588) призначив своїх братів Алпа Ґерая і Шакай Мубарека Ґерая на посади калги і нуреддіна, відповідно. У 1584—1585 роках нуреддин шакай Мубарек Герай підтримував кримського хана Іслам Ґерея в його протистоянні зі своїм племінником Саадет Ґераєм, старшим сином загиблого Мехмеда II Ґерая.
Навесні 1588 роки після смерті кримського хана Іслам II Ґерая османський уряд призначив новим кримським ханом Гази II Ґерая (1588—1607). Калга Алп Ґерай і нуреддін шакай Мубарек Ґерай, побоюючись помсти з боку нового хана, змушені були втекти з Криму. Калга Алп Ґерай вирушив до Стамбула, а нуреддін Мубарек Ґерай втік до Черкесії.

## Сім'я
Дружини
- Дурбике Султан — дочка черкеського князя з роду Бесленей.

Сини
- Ханзаде Джанібек
- Ханзаде Девлет
Дочки
  - Халиме Ханим Султан — дружина бея Азамата Ширинського
  - Фатьма Ханим Султан